# Allegro Grandi
Allegro Grandi (nacido el 17 de enero de 1907 en San Pietro in Casale-Boloña, y muerto el 23 de abril de 1973 en  Caracas-Venezuela) fue un ciclista italiano, profesional desde 1927 hasta 1933. En 1929 consiguió ganar el Giro de Emilia. Un año más tarde conseguiría el que es probablemente su mayor logro, al quedar tercero en el Giro de Italia 1930, quedando a poco menos de dos minutos del ganador Luigi Marchisio.

## Palmarés
1926
- Campeonato de Italia en Ruta  [1]

1927
- Giro della Romagna[2]
- Coppa Cavacciocchi[3]

1928
- Campeonato Mundial de Ciclismo en Ruta amateur de 1928  [4]

1929
- Coppa Bernocchi[5]
- Giro de Emilia[6]

1930
- GP Du Centenaire Turín-Bruselas,[7] más 1 etapa
- 1 etapa del Giro de Italia[8]

1933
- Predappio Alta-Roma,[9] más 1 etapa

## Resultados en Grandes Vueltas
Durante su carrera deportiva ha conseguido los siguientes puestos en las Grandes Vueltas:
| Carrera         | 1927 | 1928 | 1929 | 1930 | 1931 | 1932 | 1933 |
| --------------- | ---- | ---- | ---- | ---- | ---- | ---- | ---- |
| Giro de Italia  | -    | -    | 6º   | 3º   | 28º  | -    | 5º   |
| Tour de Francia | -    | -    | -    | -    | -    | -    | Ab.  |
| Vuelta a España | X    | X    | X    | X    | X    | X    | X    |

-: No participa

Ab.: Abandono

X: Ediciones no celebradas